# Campeonato Sub-20 de la OFC 2008
El Campeonato Sub-20 de la OFC se realizó entre el 13 y el 17 de diciembre de 2008 en distintos estadios de Tahití.

## Equipos participantes
| Fiyi          | Nueva Caledonia |
| Nueva Zelanda | Tahití          |

## Formato
Participaran los equipos nacionales de Nueva Zelanda, Nueva Caledonia, Tahití y Fiyi. Será en un grupo de 4 y el ganador clasificará para la Copa Mundial de Fútbol Sub-20 de 2009 que se disputaría en Egipto.

## Estadios
El campeonato se jugó en tres estadios distintos de Tahití, una jornada en cada uno de ellos:
Stade Paea, Stade Mahina y el Stade Puurai.

## Resultados
| País            | Pts | J | G | E | P | GF | GC | GD |
| --------------- | --- | - | - | - | - | -- | -- | -- |
| Tahití          | 7   | 3 | 2 | 1 | 0 | 4  | 1  | +3 |
| Nueva Caledonia | 5   | 3 | 1 | 2 | 0 | 5  | 2  | +3 |
| Nueva Zelanda   | 4   | 3 | 1 | 1 | 1 | 6  | 4  | +2 |
| Fiyi            | 0   | 3 | 0 | 0 | 3 | 0  | 8  | -8 |

| 14 de diciembre de 2008 | Nueva Zelanda                               | 3:0 (0:0) | Fiyi | Stade Paea, Tahití |  |
|                         | Barbarouses 58' · McGeorge 64' · Draper 87' | Reporte   |      |                    |  |

| 14 de diciembre de 2008 | Tahití | 0:0 (0:0) | Nueva Caledonia | Stade Paea, Tahití |  |
|                         |        | Reporte   |                 |                    |  |

| 16 de diciembre de 2008 | Nueva Zelanda   | 1:2 (1:0) | Tahití                      | Stade Mahina, Tahití |  |
|                         | Barbarouses 23' | Reporte   | Rochette 66' · Teriitau 89' |                      |  |

| 16 de diciembre de 2008 | Nueva Caledonia                   | 3:0 (3:0) | Fiyi | Stade Mahina, Tahití |  |
|                         | Hnautra 3' · Wahnyamalla 22', 34' | Reporte   |      |                      |  |

| 18 de diciembre de 2008 | Nueva Caledonia          | 2:2 (2:1) | Nueva Zelanda        | Stade Paea, Tahití |  |
|                         | Hnautra 15' · Kayara 34' | Reporte   | Draper 28' · Raj 73' |                    |  |

| 18 de diciembre de 2008 | Fiyi | 0:2 (0:1) | Tahití                     | Stade Puurai, Tahití |  |
|                         |      | Reporte   | A. Tehau 10' · Kamoise 54' |                      |  |

## Campeón
| Bandera de Polinesia Francesa |
| Campeón Tahití                |
| Segundo título                |

## Clasificado al Mundial Sub-20
- Tahití

## Goleadores
| Jugador           | Equipo          | Goles |
| ----------------- | --------------- | ----- |
| Kosta Barbarouses | Nueva Zelanda   | 2     |
| Jean Wahnyamalla  | Nueva Caledonia | 2     |
| Alan Hnautra      | Nueva Caledonia | 2     |
| Greg Draper       | Nueva Zelanda   | 2     |

## Balón de Oro
| Jugador           | Equipo          |
| ----------------- | --------------- |
| Alan Hnautra      | Nueva Caledonia |
| Kosta Barbarouses | Nueva Zelanda   |
| Ariihau Teriitau  | Tahití          |